# 새뮤얼 도
새뮤얼 케니언 도(영어: Samuel Kanyon Doe, 1924년 5월 6일 ~ 1990년 9월 9일)는 크란족 출신의 라이베리아 21대 대통령이다. 라이베리아 육군의 하사였으며 미국 특수 부대에 의해서 훈련받았다. 1980년 쿠데타를 일으켜 전임 대통령 윌리엄 톨버트를 사살하고 라이베리아 토착민으로서는 최초로 라이베리아 대통령직에 올랐다. 그러나 10년 동안의 치세 와중에 국민의 지지를 잃고 제1차 라이베리아 내전이 발발했으며 반군 수괴인 프린스 존슨에 의해 고문을 당하고 살해되었다.

## 1980년 쿠데타와 민족 수복 위원회
윌리엄 톨버트의 치세 중에 쌀 폭동 등에 연루되어 군사 재판까지 받았던 도는 1980년 4월 12일에 대통령인 윌리엄 톨버트에 대항하여 쿠데타를 일으켜 대통령궁을 공격해 톨버트와 그의 지지자 26명을 살해했으며 10일 뒤에 톨버트 내각 구성원 13명이 공개적으로 처형당했다.
이로써 아메리코-라이베리아인의 정치적 지배 133년이 끝났다. 이후 새뮤얼 도는 민족 수복 위원회라 불리는 군부 통치를 수립하였으며 권력으로부터 배제당했던 인구의 대다수가 호의로서 인계를 환영했다. 그리고 도는 1985년 민간 정부에게 정권을 이양하기로 약속했다.

## 대통령
재임 당시 도는 사람들을 안심시킬 수 있는 깨우친 지도자로 자신을 포장했다. 1982년에 대한민국을 방문하고 당시 대한민국의 대통령이었던 전두환을 만나서 정상 회담을 하였다. 그 때 대한민국 서울특별시에 소재한 대학인 서울시립대학교에서 명예박사 학위를 받았고, 이를 계기로 대내외적으로 자신을 "도 박사"로 부르기 시작했다. 7년 후인 1989년에 라이베리아 대학교에서 정식 학사 학위를 수여받았다고 발표했다.

### 미국과의 관계
1981년에 로널드 레이건이 미국의 대통령에 당선되자 재빨리 미국과 좋은 관계를 세웠는데 레이건은 1979년에 2000만 달러로에서 7500만달러까지 원조를 하였고, 1980년에 9500만 달러로 라이베리아에 대한 재정적 원조를 증가시켰다. 이로써 라이베리아는 다시 미국의 중요한 동맹국이 되었다.
라이베리아는 중요한 미국 시설과 투자를 보호하는 데 힘썼고 아프리카에 공산주의가 확산되는 것을 방지하려고 했다. 도는 몬로비아에 리비아 사절단이 들어오는 것을 막았고 심지어 소련과 외교적 관계를 단절했다. 그는 미국과 미군을 위하여 라이베리아의 영해와 영공을 24시간 감시할 수 있는 권리를 부여하는 상호방위조약의 변경에 동의했다.
미국은 라이베리아 군대가 강화되도록 관계를 맺었으며 선박회사로부터 상당한 외국인 투자를 가져왔다. 또한 라이베리아를 조세 피난처로 알려지게 했던 라이베리아의 항구들이 미국, 캐나다 및 유럽 선진국들의 배들에게 개항되었다.

### 쿠데타 시도의 두려움과 억압 정치
1981년에서 1985년 사이에 7차례 쿠데타 미수 시도가 일어났다. 1981년 8월에 토마스 웨 시엔과 다른 4명의 민족수복위원회 일원들을 도 정권에 대항하여 의심스러운 음모를 꾸미고 있다는 것으로 체포되었고 그들을 사형시켰다.
그 후 도는 정부는 모든 정치적 죄수와 망명자에게 특사를 선언했고 그 해 60명의 정치 죄수가 풀려났다. 곧, 민족수복위원회에 더 많은 균열이 있었다. 사무엘 도는 쿠데타에 대해 편집증 환자가 되었고, 정부는 점점 억압적이 되었으며, 정치적 반대를 금지했고 신문사를 문 닫게 했으며 신문기자들을 투옥했다.
그는 자신의 권위에 도전하는 민족수복위원회 멤버들을 조직적으로 제거하고 요직에 자신의 사람들을 배치하면서 민중의 화를 돋우었다. 한편 경제는 가파르게 악화되었고 도 정부에 대한 대중적 지지가 점점 줄어들었다.

### 신헌법과 1985년 대통령 선거
다수당의 공화국을 위한 기초 헌법이 1983년 제기 되었고 1984년에 국민투표에 의해 공인되었다. 국민투표 후 도는 1985년 10월 15일 대통령 선거를 실시했고 9개의 정치적 정당이 라이베리아 국민 민주당(National Democratic party of Liberia)에 도전하려고 노력했지만 3개의 정당만이 참여가 허락되었다.
그 선거 전에, 도는 그의 적수 50명 이상을 살해했었다. 사무엘 도는 51% 투표로 당선되었지만 선거는 부정 조작되었었다. 외국인 입회인 또한 부정 선거라고 선언했고, 선출된 상대편 후보자들의 대부분은 그들의 의석에 앉은 것을 거부했다.
미국 아프리카 담당 국무 차관보 체스터 크로커는 그 선거는 불완전했지만 적어도 그것은 민주주의를 향한 한 순간이었다고 의회 전에 증명했다. 그는 게다가 어떤 경우에서든지 그의 주장을 정당화시켰으며, 그 당시 모든 아프리카의 선거들은 부정 조작된 것으로 알려진다.

### 부족 억압
1985년 11월 이전의 부사령관 토마스 퀴원크파가 어림잡아 500 ~ 600명의 사람들과 함께 권력을 잡으려고 시도했었지만 실패했고 모두 죽임을 당했다. 1986년 1월 6일 도는 대통령으로서 선서한 뒤 쿠데타 음모자들의 대부분이 출신인 북쪽에 지오족과 마노족 같은 부족들에게 탄압을 시작하였다.
이 정부의 확실한 인종 무리들의 학대는 분할과 상대적으로 평화롭게 공존할 때까지 토착 인구 사이에 폭력을 초래했다. 1980년대 후반 재정 긴축이 미국에서 열렸고 공산주의의 위협은 냉전의 약화로 쇠퇴하였으며 미국은 사무엘 도의 정부에게 환멸을 느끼게 되었고 원조를 끊기 시작했다. 이것은 대중적인 분노와 적대 세력과 더불어 도의 위치를 불안정하게 만들었다.
그렇지만 대통령 도의 크란족이 북쪽에 님바 주에 있는 부족들을 공격했고 몇몇 북부 사람들은 아이보리 코스트 국경으로 달아났다.

### 제1차 라이베리아 내전의 발발
1980년대 후반 해외에서 도의 정부에까지 반대가 경제의 붕괴를 이끌었다. 도는 상당한 시간 동안 내부 반대를 억압하여 궤멸시킨 상태였으며, 1985년 11월 또 다른 쿠데타가 실패한 그에 반대하여 시도된다.
도는 쿠데타 음모자가 태어난 곳인, 북쪽에 지오족와 마노족 같은 부족에 앙갚음하였다. 도의 크란족은 특히 님바에 있는 다른 부족들을 공격하기 시작했다. 상당한 라이베리아의 북쪽인들은 라이베리아군으로부터 잔인한 취급 때문에 아이보리 해안으로 달아났다.
그러는 사이 이전 횡령 혐의로 라이베리아를 달아났던 찰스 테일러가 라이베리아 민족 애국 전선(NPEL)을 조직하고 1989년 12월 님바 군에 침략했다. 이에 라이베리아군이 역습하여 그 지역에 전 인구에 보복을 했고 1990년 중반, 전쟁은 한 쪽에는 크란족과 다른 쪽에는 지오족과 마노족 사이에 격렬하였고 양 쪽에 수 천의 시민군이 대학살당하였다.
1990년 중반까지, 테일러는 나라의 상당을 지배했으며 6월까지 몬로비아에 공성을 낳았고 7월에, 요르미에서 테일러의 수하였던 프린스 존슨은 NPFL에서 나와 지오 족에 기반한 라이베리아 독립 국민 애국 전선(INPFL)을 세운다. NPFL과 INPFL 둘 다 몬로비아에 공성을 지속했으며 유혈이 넘쳐났다.

## 암살
1990년 8월 서아프리카 경제 공동체(ECOWAS)는 상황을 회복하기 위해 4000명의 병력을 ECOMOG라 불리는 군사 중재 군대를 만들었다. 대통령 도와 프린스 존슨은 중재에 동의했으나 테일러는 동의하지 않았다.
9월 9일 도는 몬로비아 자유 항구에 있는 ECOMOG의 겨우 설립된 사령부에 방문을 표했으나 INPFL의 콜드웰 기지에 붙잡혀 프린스 존슨이 보는 앞에서 손가락과 코와 귀가 잘리는 등의 고문을 당한 뒤 총살당했다. 이후 그의 시신은 나체로 전시 후에 그를 살해한 군인들에게 요리되어 먹혔다.

## 역대 선거 결과
| 선거명      | 직책명              | 대수 | 정당                  | 득표율 | 득표수    | 결과 | 당락 |
| ----------- | ------------------- | ---- | --------------------- | ------ | --------- | ---- | ---- |
| 1985년 선거 | 라이베리아의 대통령 | 21대 | 라이베리아 국민민주당 | 50.95% | 264,364표 | 1위  |      |